# Jordi Bernet (Comiczeichner)

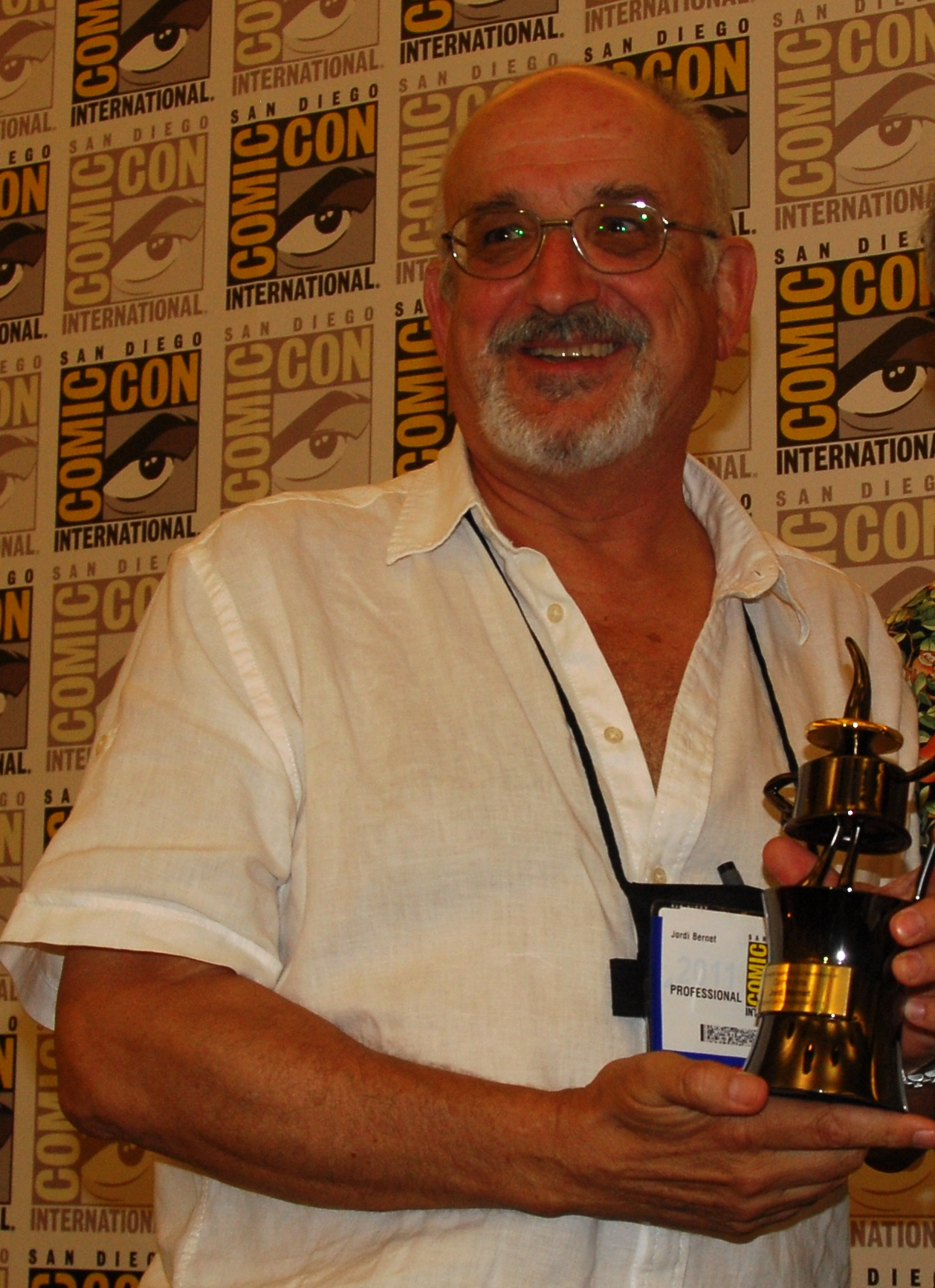
Jordi Bernet 2011

Jordi Bernet i Cussó (* 14. Juni 1944 in Barcelona) ist ein spanischer Comiczeichner. Besondere Bekanntheit erlangt er durch die Comicreihe Torpedo.

## Leben und Werk
Bernet, Sohn des Comiczeichners Miguel Bernet alias Jorge, debütierte als Comiczeichner im Alter von 15 Jahren, als er nach dem frühen Tod seines Vaters im Jahr 1960 dessen humoristische Serie übernahm.  Er entwickelte einen realistischen Zeichenstil und zeichnete zu Beginn der 1960er Jahre für den internationalen Markt und von 1968 bis 1976 nur unter seinem Vornamen Jordi für das Magazin Spirou. Darüber hinaus zeichnete er zu den Texten von Miguel Cussó und nach einer Idee von Peter Wiechmann die Serie Andrax, die in der ersten Hälfte der 1970er Jahre im Magazin Primo erschien. Die erotische Reihe WAT 69, die in der Zeitschrift Pip erschien, war ebenfalls eine Zusammenarbeit mit Cussó. Von Alex Toth übernahm er zu Beginn der 1980er Jahre die von Enrique Sánchez Abulí getextete, in den 1930er Jahren angesiedelte und von einem Profikiller handelnde Comicreihe Torpedo. Weitere Werke Bernets sind die Reihen Sarvan und Kraken, die aus der Zusammenarbeit mit Antonio Segura entstanden, und Light und Bold und Ivanpiire zu den Texten von Carlos Trillo. In Zusammenarbeit mit Trillo entstand auch der erotische Funny-Comic Clara de Noche.
Im Jahr 1991 gewann Bernet den Großen Preis des Comicsalons von Barcelona. Auf Deutsch sind von ihm neben Andrax unter anderem die Reihen Betty (Originaltitel: Clara de Noche), Sarvan und Torpedo veröffentlicht worden.